# Décines-Charpieu
Décines-Charpieu – miejscowość i gmina we Francji, w regionie Owernia-Rodan-Alpy, w departamencie Rodan.
Według danych na rok 1990 gminę zamieszkiwały 24 564 osoby, a gęstość zaludnienia wynosiła 1444 os./km² (wśród 2880 gmin regionu Rodan-Alpy Décines-Charpieu plasuje się na 28. miejscu pod względem liczby ludności, natomiast pod względem powierzchni na miejscu 652.).